# Кокошинско клане
Кокошинското клане (на сръбски: Кокошињски покољ) е избиване на сърбомани в село Кокошине, Кратовско, на 6 август 1904 година, извършено от чети на Вътрешната македоно-одринска революционна организация, като отмъщение за предаването на четите на Атанас Бабата, Славейко Арсов и Стоян Донски.
На 11 юли четите на Бабата, Арсов и Донски са обградени от турски аскер край светиниколското село Горно Гюгянци. След шест часово сражение, в което турците използват артилерия и кавалерия, четите успяват да пробият кордона и да се измъкнат, като загиват 20 четници и войводата Донски, а раненият войвода Славейко Арсов се самоубива.
На 11 юли четата на Йордан Спасов влиза в Татомир и убива селския първенец Димо Спасов Пъртей (Дима Спасич), защото отказва да направи селото екзархийско.
Атанас Бабата получава информация, че четите са разкрити след предателство от сърбомани от Кокошине. Според сръбски източници на 6 август четата му влиза в селото и убива кмета Трайко Цар, първенеца Мита Пържо заедно със сина му Гроздан, внука Гаво и Йован Иванович – Чекеренда, също и първенеца Алексич, стария учител Дане Стоянович и учителя от Куманово Йован Цветкович, както и неговия племенник Милан Поппетрушинович. Избити са общо 53 души, след което Атанас Бабата държи реч пред останалото население за българщината и необходимостта селото да мине под Екзархията. В село Шопско Рударе четатата на Йордан Спасов влиза на 24 август и убиват 4 мъже и 3 жени, които преди това са изнасилени.
Според български източници, след като е доказана вината на селските първенци, в Кокошине пристига четата на Мише Развигоров и убива десетина сърбомани, начело с поп Иван, след това струпва труповете им в центъра на селото и оставя бележка, че са убити по решение на ВМОРО. След като новината за клането се разпространява, сръбските чети приемат акцията като повод за скъсване на отношенията между Сръбския четнически комитет и ВМОРО.